# Mother Love Bone
Mother Love Bone war eine amerikanische Hardrock-Band, die 1987 zunächst als „Lords of the Wasteland“ in Seattle aus den Bands Green River und Malfunkshun entstand. Lords of the Wasteland setzte sich kurzzeitig (November bis Mitte Dezember 1987) aus ehemaligen Mitgliedern dieser beiden Bands zusammen: Andrew Wood, Stone Gossard, Bruce Fairweather, Jeff Ament und Regan Hagar.
Bereits nach kurzer Zeit verließ Hagar die Band und gründete mit Kevin Wood, Andrews älterem Bruder, die Band Bliss. Aus Lords of the Wasteland wurde nach dem Zugang von Greg Gilmore, der von Ten Minute Warning kam, Mother Love Bone.
Der Bandname leitet sich aus einem Songtext Andy Woods ab (Capricorn Sister).
Mother Love Bone veröffentlichte, nachdem sie bereits einen Plattenvertrag bei Polygram hatte, über den Umweg eines eigens dafür gegründeten Independentlabels die EP Shine. Darauf sind die Stücke Thru Fade Away, Mindshaker Meltdown, Half as Monkey Boy und Chloedancer/Crown of Thorns, das Bestandteil des Soundtracks Singles – Gemeinsam einsam ist.
Nach Erscheinen der EP gingen Mother Love Bone im März 1989 als Vorgruppe von The Dogs D’Amour auf Tour. Nur in den Nordweststaaten traten die Gruppe selbst als Headliner auf. Anschließend begannen die Aufnahmen zum Album Apple. Unterbrochen wurden sie durch einen Drogenentzug Andy Woods aufgrund seiner Heroinsucht, der bis Dezember 1989 dauerte.
Den letzten Auftritt hatte Mother Love Bone am 29. Dezember 1989 im Club „The Rocket“ zusammen mit einigen anderen Bands aus der Umgebung von Seattle.
Anfang März 1990 waren die Studioarbeiten an Apple abgeschlossen. Die Veröffentlichung sollte Anfang April des Jahres erfolgen. Am 16. März 1990 wurde der Sänger Andy Wood abends von seiner Freundin komatös aufgefunden. Die Ursache lag in einem Rückfall, da er sich Heroin gespritzt hatte. Nach drei Tagen wurden die Geräte, die Wood noch am Leben erhielten, abgeschaltet.
Durch Andy Woods Tod löste sich Mother Love Bone auf. Das Album Apple erschien posthum im Juli 1990.
Stone Gossard und Jeff Ament gründeten zusammen mit Mike McCready und Eddie Vedder später Pearl Jam, die zu einer der bekanntesten Bands der Grunge-Ära wurde.
Andy Woods ehemaliger Mitbewohner und Freund Chris Cornell (damals Soundgarden, später Audioslave) initiierte als Hommage das Projekt Temple of the Dog, benannt als Reminiszenz an den Text von Man of Golden Words, zusammen mit Stone Gossard, Mike McCready, Jeff Ament, Eddie Vedder und dem Schlagzeuger Matt Cameron (damals Soundgarden, zunächst parallel auch Pearl Jam).
Jerry Cantrell, welcher eng mit Andrew Wood befreundet war, veröffentlichte außerdem mit seiner Band Alice in Chains im Zuge des Soundtracks von Singles – Gemeinsam einsam die Single Would?, deren Text eine Homage an Andrew Wood und seine Drogensucht ist. Die Single gilt bis heute als einer der erfolgreichsten Alice in Chains Songs.

## Diskografie
Alben
- 1990: Apple
- 1992: Mother Love Bone (Kompilation)
- 2016: On Earth As It Is - The Complete Works

Singles
- 1989: Shine (EP)
- 1990: This Is Shangri-La
- 1990: Stardog Champion
- 1992: Capricorn Sister
- 1993: Stargazer
- 2014: Hold Your Head Up

Video
- 1993: The Love Bone Earth Affair (VHS)